# Gary Larsen
Gary Lee Larsen (Fargo, 13 marzo 1942) è un ex giocatore di football americano statunitense che ha giocato nel ruolo di defensive tackle per i Los Angeles Rams ed i Minnesota Vikings della National Football League.

## Carriera professionistica

### Los Angeles Rams
Dopo aver giocato presso l'università privata Concordia College nel Minnesota (non solo a football, ma anche a basket), Larsen venne scelto dai Rams, come 133a scelta assoluta nel 10º giro del Draft NFL 1964, che gli offrirono un contratto di 9500$ di cui 500 garantiti alla firma. Con la franchigia di Los Angeles giocò appena un anno, disputando tutti e 14 i match della regular season, nel ruolo di riserva di Merlin Olsen membro di una storica difesa della NFL, i Fearsome Foursome. Di questa esperienza Larsen conserva il ricordo dell'ultima partita della stagione regolare contro i Green Bay Packers, da lui definita "forse la più dura partita della mia vita". In questa partita, giocata per intero, si trovò opposto il grande Forrest Gregg, offensive tackle della squadra del Wisconsin.

### Minnesota Vikings
Nel 1965 si trasferisce ai Vikings: questi avevano scelto nel primo giro del Draft NFL 1965 Jack Snow che però non voleva giocare per loro. Allora si rivolsero ai Rams per uno scambio e questi ultimi avanzarono alla dirigenza del Minnesota il nome di Jim Phillips. Ma i Vikings, che avevano una difesa molto debole, risposero che avrebbero accettato solo se i Rams avessero aggiunto anche Larsen. L'affare andò in porto e così Larsen poté fare ritorno in Minnesota dove aveva iniziato la carriera collegiale. 

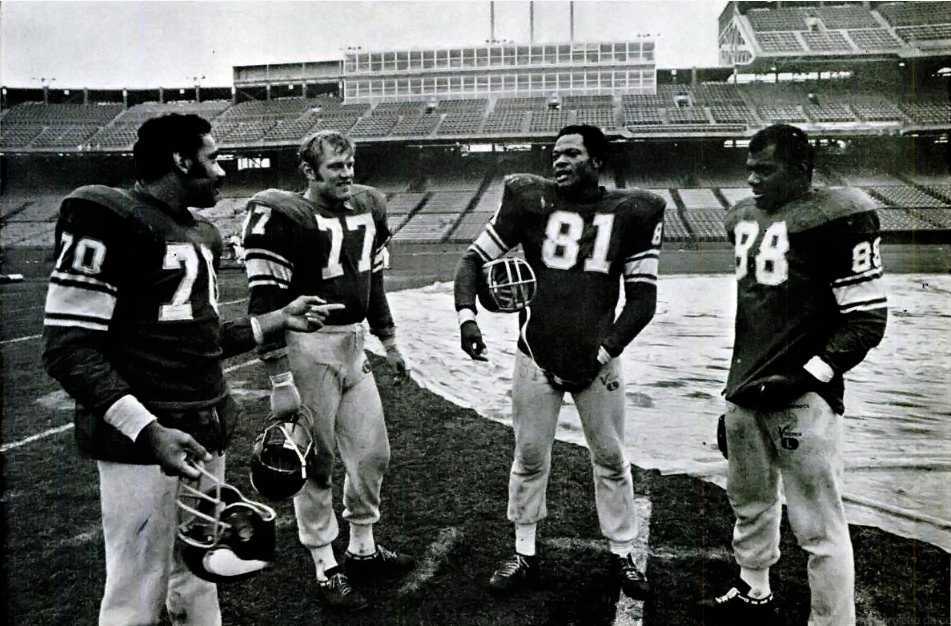
I "Purple People Eaters": da sinistra, Jim Marshall, Larsen, Carl Eller ed Alan Page.

 Dopo i primi anni poco esaltanti sotto la guida di Norm Van Brocklin Minnesota, con l'arrivo dell'allenatore-capo Bud Grant, salì alla ribalta nella NFL soprattutto grazie ad un'altra storica defensive line della NFL, i Purple People Eaters di cui Larsen rappresentava uno dei quattro pilastri assieme ad Alan Page, Carl Eller e Jim Marshall.
I 4 avevano la nomea di essere cacciatori di quarterback e a tal proposito Larsen disse: "È davvero una bella sensazione quando metto le mani addosso al quarterback, so che non può liberarsi e lo metto giù. Più duramente lo colpisco, meglio mi sento. Ma non voglio infortunare nessuno, solo scuoterlo così la prossima volta molla la palla un po' più velocemente". Dopo alcune stagioni di rodaggio, nel 1969 i Vikings sono inarrestabili: Larsen giocò tutte e 14 le partite di regular season e le 3 di post-season, contribuendo con un fumble recuperato a portare i Vikings alla vittoria del Campionato NFL 1969 sui Cleveland Browns e alla finale del Super Bowl IV perso contro i Kansas City Chiefs. Il 1969 fu inoltre per Larsen il secondo anno consecutivo in cui venne convocato per il Pro Bowl. Questa edizione, in cui partì riserva, verrà ricordata dagli annali della NFL come l'unica in cui, a tutt'oggi, hanno preso parte tutti e 4 gli uomini della defensive line di una singola squadra, i People Eaters per l'appunto. Negli anni successivi Larsen con i Vikings disputerà altri 2 Superbowl perdendoli entrambi, e proprio il suo terzo Superbowl, quello contro i Pittsburgh Steelers, rappresenterà la sua ultima partita nel football professionistico: "Avevo 35 anni" - dirà Larsen -"avevo avuto un infortunio al piede ed il mio ginocchio mi dava fastidio. Altri quattro di noi smetterono quell'anno".

## Vittorie e premi

### Franchigia
- Campionato NFL: 1

Minnesota Vikings: 1969
- National Football Conference Championship: 2

Minnesota Vikings: 1973, 1974

### Individuale
- Convocazioni al Pro Bowl: 2

1969, 1970
- Squadra ideale del 25º anniversario dei Minnesota Vikings
- I 50 più grandi Vikings

## Statistiche
| Partite totali | 149  |
| Sack           | 38,5 |
| Safety         | -    |